# 托朗
托朗（法語：Tollent，法語發音：[tɔlɑ̃]）是法国上法蘭西大區加来海峡省的一个市镇，属于阿拉斯区。

## 地理
托朗（50°16'37"N, 2°0'50"E）面积4.31 平方千米，位于法国上法蘭西大區加来海峡省，该省份为法国北部沿海省份，西北濒北海，南至索姆省，东临北部省。
与托朗接壤的市镇（或旧市镇、城区）包括：科蒙、热讷伊韦尔尼、拉布鲁瓦、勒布瓦勒、布夫莱尔。

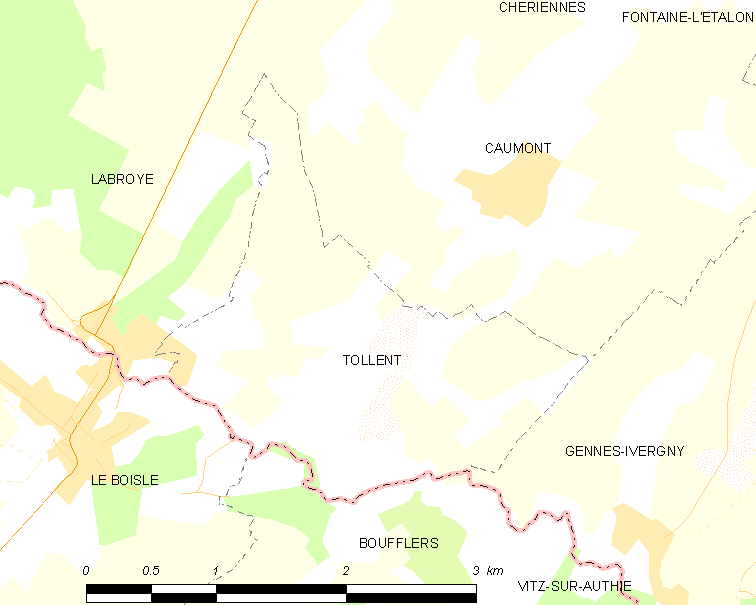
托朗的OSM定位图

托朗的时区为UTC+01:00、UTC+02:00（夏令时）。

## 行政
托朗的邮政编码为62390，INSEE市镇编码为62822。

## 政治
托朗所属的省级选区为欧克西堡县。

## 人口

1962-2008年间托朗人口变化图示

托朗于2022年1月1日时的人口数量为86人。